# VIII Толедський собор
Восьмий Толедський собор (лат. Concilium Toletanum VII) розпочався 16 грудня 653 р. у церкві Святих Апостолів у Толедо (Вестготське королівство).

## Загальна характеристика
На цьому зібранні були присутні 52 єпископи особисто, у тому числі старий Гавініо з Калаорри, який брав участь у Четвертому Толедському соборі 633 року, і ще десять делегатів, десять абатів, а також протоієрей та приміцерій собору. Також уперше в обговоренні, голосуванні та затвердженні актів Собору брали участь світські чиновники, 16 графів-палатинів.
Це був 2-ий з двох Соборів, скликаних королем Гіндасвінтом разом з його сином-співправителем Реккесвінтом. Восьмий Толедський собор був унікальним за своїм скликанням, оскільки Гіндасвінт написав том для єпископів з описом проблем для розгляду.